# Camillo de Simone
Camillo de Simone (auch Camillo De Simeoni; * 13. Dezember 1737 in Benevent; † 2. Januar 1818 in Sutri) war ein italienischer Geistlicher und Kardinal der Römischen Kirche.

## Leben

### Herkunft und frühe Jahre
Er stammte aus einer Adelsfamilie, die den Titel eines marchese führte und war der jüngere von zwei Brüdern. Camillo de Simone war der Neffe von Kardinal Gennaro Antonio De Simone und ein Onkel des Kardinals Domenico De Simone.

### Kirchliche Laufbahn
Camillo de Simone begann seine Ausbildung am Seminar in Benevent, dann studierte er in Rom an der Universität La Sapienza und erlangte dort am 16. Februar 1771 den Grad eines Doctor iuris utriusque. In den Klerikerstand wurde er am 21. Dezember 1756 aufgenommen. Er war Konsultor der Indexkongregation und diente dem späteren Kardinal Paolo Francesco Antamori.
Papst Pius VI. ernannte Camillo de Simone am 16. Dezember 1782 zum Bischof von Sutri und Nepi. Da er zuvor noch keine Weihen empfangen hatte, erhielt er wohl die niederen Weihen, die Subdiakonen-, Diakonen- und Priesterweihe in rascher Folge vor seiner Konsekration zum Bischof. Am 9. März 1783 spendete ihm in der römischen Kirche Santa Maria in Vallicella Kardinal Paolo Francesco Antamori, Bischof von Orvieto, die Bischofsweihe; Mitkonsekratoren waren Giuseppe Maria Contesini, Päpstlicher Almosenier, und Erzbischof Francesco Guidi di Bagno-Talenti, Kanoniker der Vatikanbasilika. Am 17. Juni 1784 wurde Camillo de Simone zum Päpstlichen Thronassistenten ernannt.
Er war ein Gegner der napoleonischen Herrschaft und verweigerte den französischen Besatzern den Treueid. Aus diesem Grund wurde er am 21. Mai 1810 verhaftet und vier Jahre lang in Belley, später Nizza festgehalten. Im Frühjahr 1814 kehrte er in seine Diözese zurück.

### Letzte Jahre und Tod
Im Konsistorium vom 8. März 1816 erhob Papst Pius VII. ihn in pectore zum Kardinal, dies wurde im Konsistorium vom 22. Juli 1816 publiziert. Den Kardinalshut erhielt Camillo de Simone am 25. Juli desselben Jahres, und am 23. September 1816 wurde ihm San Giovanni a Porta Latina als Titelkirche übertragen.
Camillo de Simone starb am 2. Januar 1818 nach einem Schlaganfall. Beigesetzt wurde er in der Kathedrale Santa Maria Assunta in Sutri.